# ピタネのアウトリュコス

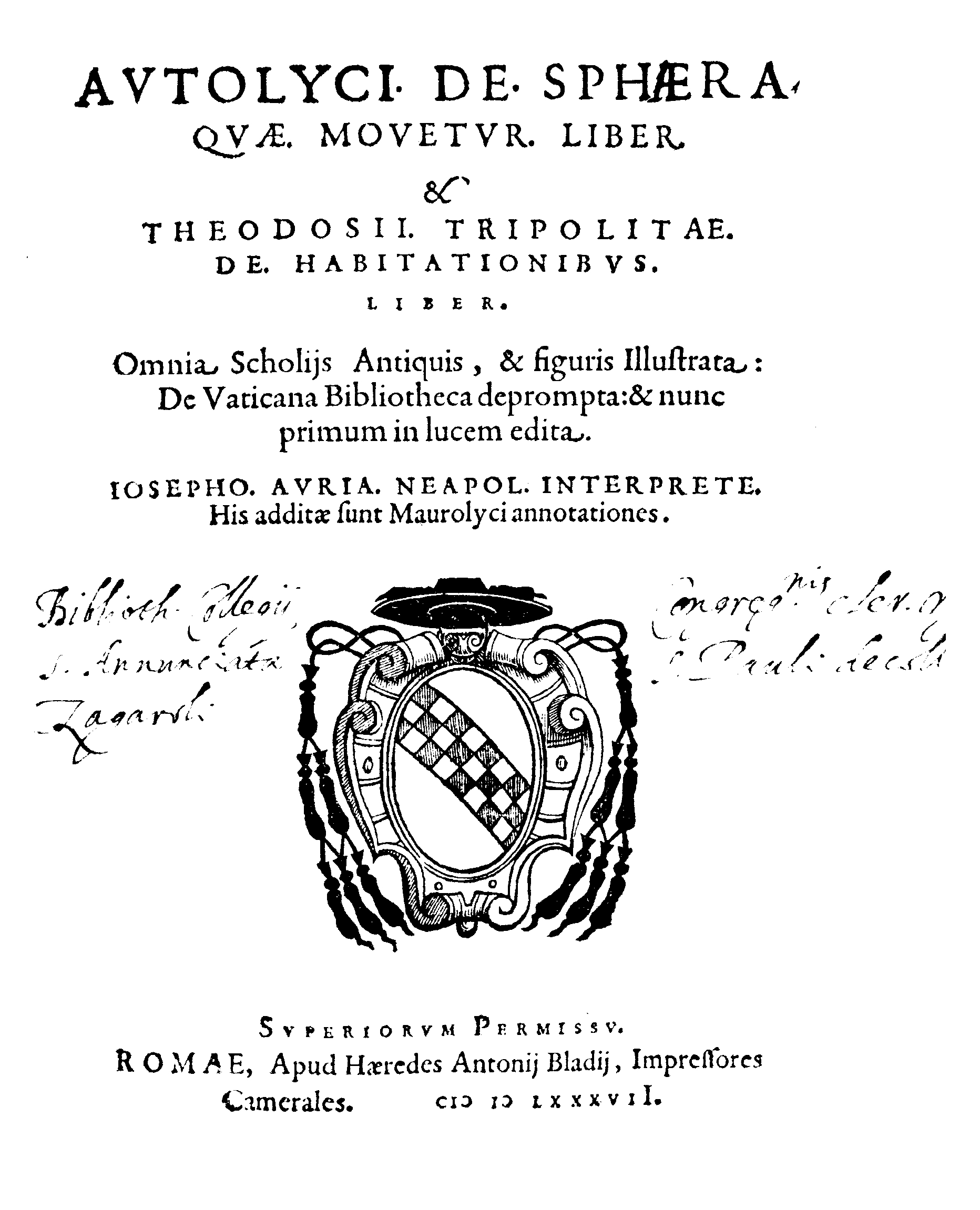
De sphaera quae movetur liber, 1587

ピタネのアウトリュコス（Αυτόλυκος ο Πιτταναίος、紀元前360年頃 - 紀元前290年頃）は、古代ギリシアの天文学者、数学者、地理学者である。

## 人物・著作
小アジア、アイオリス地方のピタネに生まれた。生涯については何も知られていない。アウトリュコスの著作はアテネで紀元前335年から紀元前300年の間に完成した。
2つの著書『運動する球体について』と『天体の出没について』は古代ギリシャの数学書として完全な形で残っている最古のものであるとされる。エウクレイデスによってアウトリュコスの業績は引用されておりアルケシラオスはアウトリュコスに教えを受けたことが知られている。16世紀にフランチェスコ・マウロリーコによってアウトリュコスの作品はラテン語に翻訳された。
幾何学の分野では、球体の性質と運動について研究した。ビテュニアのテオドシオスの『球面幾何学』はアウトリュコスの球に関する仕事を元にしている。天文学の分野では天体の出没の関係を研究した。